# Waldhüpfmaus
Die Waldhüpfmaus (Napaeozapus insignis) ist ein Nagetier aus der Familie Hüpfmäuse, das in Nordamerika vorkommt. Sie ist die einzige Art ihrer Gattung.
Der Bestand wird von der IUCN als stabil angesehen und somit die Art als nicht gefährdet (Least Concern) gelistet.

## Merkmale
Im Körperbau ähnelt die Waldhüpfmaus einer gewöhnlichen Hausmaus mit langen Hinterfüßen. Sie erreicht eine Kopf-Rumpf-Länge von 8 bis 10 cm, eine Schwanzlänge von 11 bis 16 cm und ein durchschnittliches Gewicht von 17 bis 26 Gramm. Vor dem Winterschlaf kann sich das Gewicht aufgrund aufgebauter Fettspeicher deutlich erhöhen. Die Fellfarbe verläuft vom dunkelbraunen bis schwarzen Rücken über die orange Körperseiten zum weißlichen Bauch. Ebenso ist der Schwanz in eine braune Oberseite und eine weiße Unterseite aufgeteilt. Zudem ist er mit einer weißen Quaste am Ende ausgestattet. Im Gegensatz zu echten Hüpfmäusen (Zapus) hat die Waldhüpfmaus nur bis zu drei Backenzähne pro Kieferhälfte.

## Verbreitung
Die Waldhüpfmaus kommt vom mittleren und östlichen Kanada über die nordöstlichen USA bis zum Bundesstaat Georgia vor. Sie hält sich in Wäldern der gemäßigten Zone auf, die häufig eine dichte Untervegetation haben. Oft wird sie in Sümpfen oder in der Nähe von Wasserflächen beobachtet.

## Lebensweise
Das annähernd kreisrunde Nest aus Blättern und Gras wird in Büschen oder Erdhöhlen errichtet. Letztere werden selbst gegraben oder von anderen Tieren übernommen. Die Waldhüpfmaus bewegt sich normalerweise langsam auf dem Boden. Manchmal springt sie mit Hilfe ihrer Hinterbeine 60 bis 90 cm weit und 30 bis 60 cm (in Ausnahmefällen bis zu 180 cm) hoch. Als Nahrung dienen Pilze und Samen sowie andere Pflanzenteile wie Früchte und Nüsse, die durch Insekten ergänzt werden. Waldhüpfmäuse beginnen ihren Winterschlaf im September/Oktober und kommen im April/Mai wieder hervor. Sie verlieren in dieser Zeit etwa 30 % ihres Gewichts.
Die Reviere der einzelnen Exemplare überlappen sich und es gibt allgemein keine Aggressivität. Die Paarung kann zwischen Mai und September erfolgen, meist im Juni und August. Im südlichen Teil des Verbreitungsgebietes haben Weibchen oft zwei Würfe pro Jahr. Nach einer Trächtigkeit von etwa 23 Tagen werden zwei bis acht blinde und nackte Jungtiere geboren. Diese öffnen ihre Augen nach etwa 26 Tagen und etwa acht Tage später werden sie nicht mehr gesäugt. Waldhüpfmäuse können in der Natur zwei bis drei (selten vier) Jahre alt werden.